# Le Temps des cerises (film, 1951)
Pour les articles homonymes, voir Le Temps des cerises (homonymie).
Pour plus de détails, voir Fiche technique et Distribution.
Le Temps des cerises (Take Care of My Little Girl) est un film américain en Technicolor réalisé par Jean Negulesco, sorti en 1951.
Il s'agit de l'adaptation d'un comédie musicale de Broadway du même nom (1943) dans laquelle Ethel Merman jouait le rôle de Blossom, et qui comprenait des chansons de Cole Porter.

## Synopsis
Liz est une jeune fille un peu naïve qui quitte sa famille pour la première fois pour entrer à l'université. Elle est ravie quand elle est admise dans un club féminin de la fac, mais elle devient rapidement la cible de médisances par des méchantes camarades...

## Fiche technique
- Titre français : Le Temps des cerises
- Titre original : Take Care of My Little Girl
- Réalisation : Jean Negulesco
- Production : Julian Blaustein
- Société de production : Twentieth Century-Fox
- Société de distribution : Twentieth Century-Fox
- Scénario : Julius J. Epstein, Philip G. Epstein, d'après un roman de Peggy Goodin (1950)
- Musique : Alfred Newman
- Photographie : Harry Jackson
- Montage : William H. Reynolds
- Pays de production : États-Unis
- Format : couleur (Technicolor)  - 35 mm - 1,37:1 - son :  Mono (Western Electric Recording)
- Genre : Drame
- Durée : 93 min
- Dates de sortie : 
  - États-Unis : 1er novembre 1944
  - France : 19 septembre 1952

## Distribution
- Jeanne Crain : Elizabeth 'Liz' Erickson
- Dale Robertson : Joe Blake
- Mitzi Gaynor : Adelaide Swanson
- Jean Peters : Dallas Prewitt
- Jeffrey Hunter : Chad Carnes
- Betty Lynn : Marge Colby
- Helen Westcott : Merry Coombs
- Lenka Peterson : Ruth Gates
- Carol Brannon : Casey Krausse
- Natalie Schafer : mère Cookie Clark
- Beverly Dennis : Janet Shaw
- Kathleen Hughes : Jenny Barker
- Peggy O'Connor : June
- Marjorie Crossland : Olive Erickson
- John Litel : John Erickson

## Sources
- Le Temps des cerises sur Notre Cinéma